# Línguas altaicas

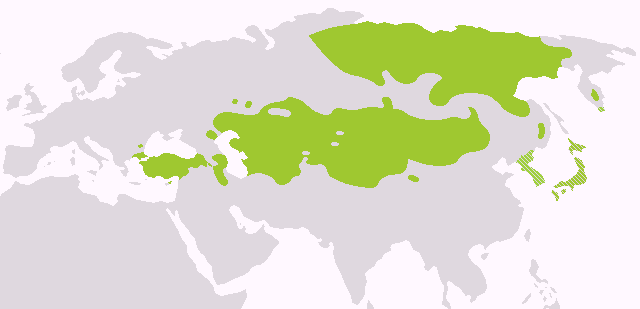
Distribuição geográfica das línguas altaicas

As línguas altaicas são um conjunto de idiomas falados entre a Turquia e a Ásia Oriental, passando pela Mongólia e a Sibéria.
Atualmente, a maioria dos linguistas rejeitam a existência de um ancestral comum a todos os idiomas altaicos, de modo que as similaridades entre eles podem ter decorrido de um contato histórico mútuo.
Existem várias versões propostas desta família. Todas as versões incluem as Línguas turcomanas, as Línguas mongólicas e as Línguas tungúsicas ("Micro-Altaica") e uma minoria de origem ocidental inclui também as Línguas japônicas e a Língua coreana ("Macro-Altaica"). O nome da família provém dos Montes Altai, na Ásia Central.
A família Micro-Altaica inclui cerca de 66 idiomas vivos, enquanto a Macro-Altaica inclui cerca de 74. Há estimativas diferentes dependendo do que se considera como idioma autônomo ou um dialeto. Alguns linguistas como Joseph Greenberg e John C. Street também consideravam como pertencente a esta família a Língua ainu, atualmente em processo de extinção.

## História da teoria altaica
A família altaica, sob o nome "Tatar", foi postulada em 1849 pela primeira vez por Schott como um grupo de idiomas compreendendo os grupos turcomano, mongólico e tungústico. Usou o nome "altaico" para o que atualmente se conhece como as Família Uralo-Altaica, que atualmente é contestada pela maioria dos linguistas. Castrés propôs em 1862 teorias semelhantes, mas classificando o grupo túrquico junto às línguas urálicas.
Em 1857, Anton Boller propôs a inclusão no grupo altaico do coreano e do japonês. Em 1920, G. J. Ramstedt e E. D. Polivanov propuseram mais etimologias para o coreano. O grupo de idiomas japônico está geralmente relacionado com o coreano. Em 1971, Roy Miller propôs uma superfamília linguística que teria originado, separadamente, o coreano, o japonês e as línguas altaicas. A proposta foi desenvolvida por outros linguistas como Sergei Starostin.
O ainu, falado no norte do Japão, foi também relacionado com as línguas altaicas (Street (1962) e Patrie (1982)), mas as investigações mais recentes apontam uma maior probabilidade de que o Ainu seja uma língua austro-asiática.

## Controvérsias
Os opositores à existência da família altaica (geralmente denominados de "escola anti-altaica") afirmam que a teoria se baseia principalmente em similaridades tipológicas, como a harmonia vocálica, a ausência de gênero gramatical e a morfologia aglutinante, fenômeno também observado nas línguas urálicas (daí a antiga teoria das línguas uralo-altaicas). Starostin chegou a compilar um dicionário de termos cognatos entre os cinco grupos de idiomas, mas alguns linguistas como Bernard Comrie (1981) afirmam que essas palavras cognatas parecem ser provenientes de empréstimos. Por outro lado, defensores da teoria altaica afirmam que as correlações tipológicas e gramaticais são uma evidência mais forte de parentesco do que palavras cognatas, uma vez que empréstimos entre idiomas podem acontecer muito facilmente.